# Саксонский дворец
Саксонский дворец (пол. Pałac Saski) — уничтоженный памятник архитектуры классицизма в Варшаве, историческая резиденция монархов Речи Посполитой, находившаяся  между Саксонским садом и площадью Юзефа Пилсудского. 
Дворец был разрушен гитлеровскими войсками после поражения Варшавского восстания 1944 года и не восстанавливался. От него остались только три аркады, под которыми находится Могила Неизвестного Солдата.

## История
После 1661 года великий подскарбий коронный Ян Анджей Морштын построил дворец в стиле барокко с четырьмя башнями по углам. В 1713 году дворец был приобретён королём Августом Сильным, который начал перестройку здания. Работы под руководством архитекторов Карла Фридриха Пеппельманна (нем. Karl Friedrich Pöppelmann) и Даниила Рауха (нем. Daniel Rauch) длились до 1748 года, но уже в 1724 году дворец стал королевской резиденцией.
С западной стороны дворца король Август Сильный основал в начале XVIII века Саксонский сад (пол. Ogród Saski) — регулярный парк, в который с мая 1727 года был открыт доступ всем жителям Варшавы. После смерти короля Августа III в 1763 году дворец утратил статус резиденции и постепенно приходил в упадок. С восточной стороны дворца в 1791 году была создана Саксонская площадь, нынешняя площадь Маршала Юзефа Пилсудского.
В 1837 году архитектор Адам Идзковский по заказу варшавского коммерсанта Ивана Скварцова разработал проект перестройки дворца. Вместо разрушенной средней части здания архитектор построил в 1839—1842 годах колоннаду на одиннадцати аркадах. Фасады дворца были перестроены в стиле классицизма. В 1862—1915 годах во дворце размещалось командование III-го Варшавского военного округа.
В 1923 году перед колоннадой был установлен памятник князю Юзефу Понятовскому работы датского скульптора Бертеля Торвальдсена, привезённый польскими войсками из гомельского дворца Паскевича. В 1925 году под аркадами колоннады была устроена могила Неизвестного Солдата. До 1939 года во дворце находился генеральный штаб Войска Польского.
После Второй мировой войны развалины дворца были снесены, оставшиеся фундаменты были засыпаны землёй и засеяны травой, восстановлена могила Неизвестного Солдата. В 2006 году начаты работы на предмет возможности восстановления дворца, объявлен конкурс на проект воссоздания постройки.
В 2022 году был проведён международный конкурс дизайна для нового дворца. В реконструированных зданиях планируется разместить Сенат, Мазовецкое воеводское управление, штаб-квартиры учреждений культуры.

## Галерея
- Саксонский дворец в XVII столетии
- Саксонский дворец и памятник семи генералам (до 1894 года)
- Саксонский дворец (на переднем плане) и Александро-Невский собор в 1919 году
- Саксонский дворец около 1930 года. На переднем плане  памятник князю Юзефу Понятовскому
- Развалины Саксонского дворца в 1945 году
- Раскопки на месте дворца